# Esenbeckia erebea
Esenbeckia erebea är en tvåvingeart som beskrevs av Wilkerson och David Fairchild 1983. Esenbeckia erebea ingår i släktet Esenbeckia och familjen bromsar.
Artens utbredningsområde är Bolivia. Inga underarter finns listade i Catalogue of Life.